# Aristida petersonii
Aristida petersonii är en gräsart som beskrevs av Kelly W. Allred och Valdés-reyna. Aristida petersonii ingår i släktet Aristida och familjen gräs. Inga underarter finns listade i Catalogue of Life.